# Sundance (Wyoming)
Sundance város az USA Wyoming államában, Crook megyében, melynek megyeszékhelye is. Lakosainak száma 1032 fő (2020. április 1.).

## Népesség
A település népességének változása:
| Lakosok száma | 515  | 1182 | 1032 |
|               | 1890 | 2010 | 2020 |